# New Jersey Transit

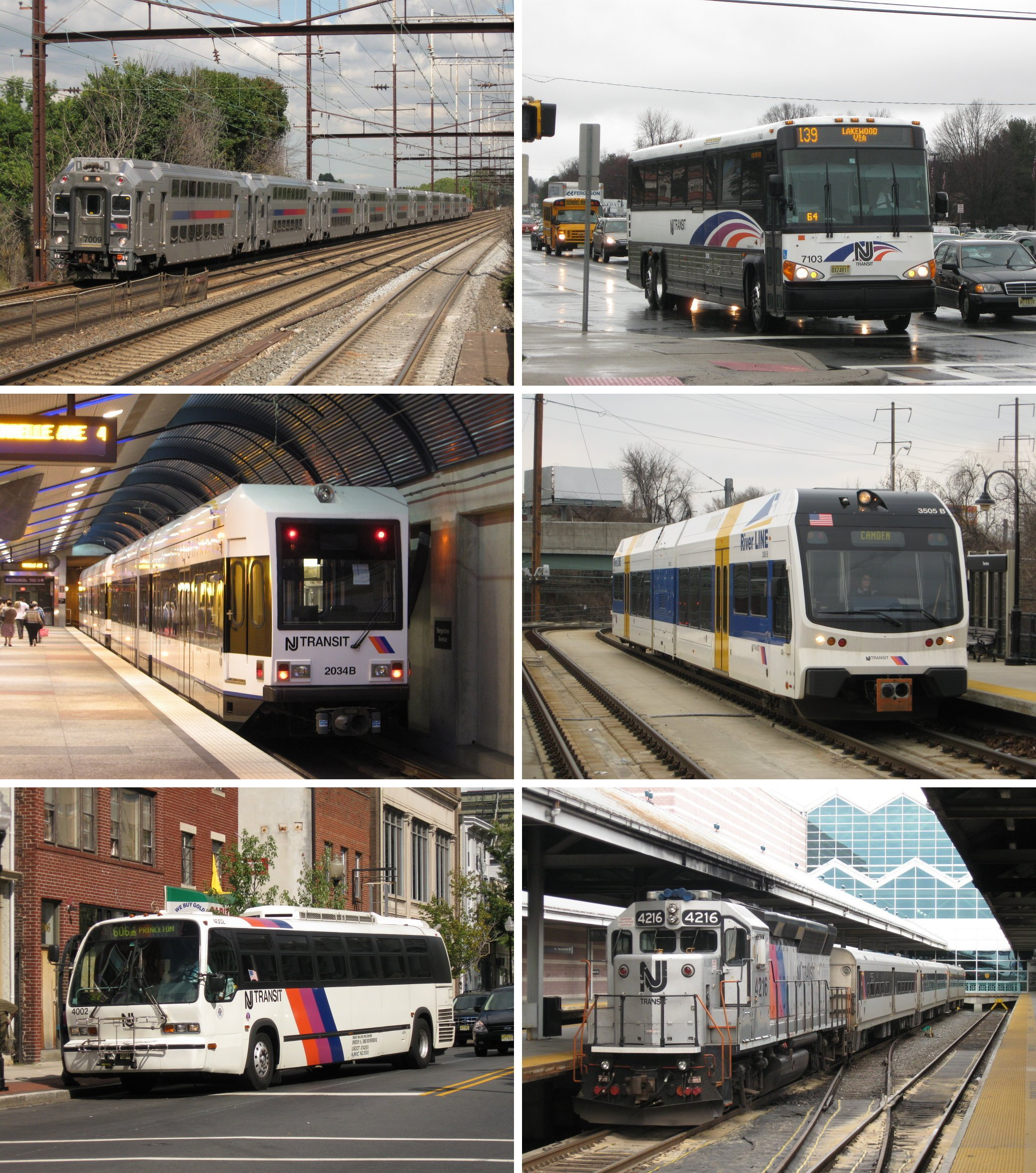
Bussar, tåg och spårvagnar som körs av New Jersey Transit

New Jersey Transit (förkortning: NJT) är ett kollektivtrafikföretag som ägs av delstaten New Jersey. NJT skapades genom New Jersey Public Transportation Act of 1979 som samma år antogs av New Jerseys lagstiftande församling. Styrelsens ledamöter utses av New Jerseys guvernör, varav tre är anställda av delstaten.
NJT bedriver trafik inom New Jersey med pendeltåg, bussar samt spårväg i Newark, Delawaredalen och Hudson County. Totalt har de 12 linjer med spårtrafik och 253 busslinjer och har 270 miljoner passagerare per år.

## Trafik
- Hobokenterminalen
- Hudson–Bergen Light Rail

Karta över pendeltågslinjer tillhörande New Jersey Transit.